# 仲威雄
仲 威雄（なか たけお、1907年11月7日 - 2008年11月2日）は、日本の建築工学者。東京大学名誉教授。東京生まれ。専門は建築構造と溶接で溶接技術の指導的役割を果たした他に溶接学会会長（1958-1960年）、日本圧接協会会長（1963-1965年）、摩擦接合技術協会会長（1964-1994年）、溶接研究所理事長（1964-2000年）、日本鋼構造協会副会長（1965-1988年）ほか要職を歴任。日本建築学会 名誉会員。

## 経歴
1932年、東京帝国大学工学部建築学科卒業。1941から1945年、東京帝国大学講師。1942年に「電気溶接に関する研究」で日本建築学会学術賞。1945年に東京帝国大学教授就任。同年創設の溶接工学講座初代講座担任。1966年から定年までは同大学の工学部長を務める。
1964年、神戸ポートタワーで伊藤紘一と日本建築学会賞作品賞受賞。1966年、溶接の収縮と亀裂に代表される顕著な学術業績ならびに我が国の建築構造への溶接導入における大きな貢献で溶接学会賞受賞。1968年東大定年。同年名誉教授。同年東京電機大学教授。
1969年に藍綬褒章。1973年に「国際溶接学会および1969年京都大会への貢献」で国際溶接学会エドストレム賞。1974年に電大理事。1979年4月勲二等瑞宝章受章。1986年「鋼構造建築に関する研究と設計に関する一連の業績」で日本建築学会大賞。1989年に電大顧問。2008年に逝去、贈従四位。
著書に「溶接の収縮と亀裂」（1950年）「溶接工学テキスト」（1956年）「鋼管構造の設計」 (1963年）　「挫屈理論」などを多数執筆。